# Brezel
En brezel (bretzel, brezl, breze, brezn, brezerl eller bretzet) (saltkringle) er en bagt kringle med en karakteristisk brun og glat overflade. Den er lavet af enkel gærdej og er med sin oprindelse i 600-tallet et kristent symbol med arme korslagt til bøn. Kringlen bliver kort dyppet i natronlud (3–5% pH-værdi 13–14 (E-524)), som giver farven ved bagningen. Brezelen vendes i groft salt før bagningen. Der bliver lavet rundstykker på samme måde. De hedder Laugensemmeln eller Kastanien (kastanjer). De fleste fjerner saltet, inden de spiser den. En brezel smager lidt som saltstænger.
Brezel er mest kendt i Sydtyskland (Baden-Württemberg, Bayern), Elsass og Østrig. Fra 1400-tallet er brezel i stort set alle stortyske bageres sortiment. Navnet brezel kommer fra det latinske brachium, ”arm”. Folder man armene over kors, ligner de en brezel. Middelalderens munke foldede ikke hænderne, men bad med korslagte arme.
Det lille fyrstendømme Bretzenheim i Nahe havde en brezel i sit våben.
Brødet bruges under den kristne faste.
Ved oktoberfesten i München sælges Wiesnbrezn, kæmper som er mindst tre gange større end de normale.